# Мальчик, играющий в луже (картина)
«Мальчик, играющий в луже» (фин. Lätäkön luona leikkivä poika) — картина финской художницы Венни Сольдан Бруфельдт, написанная в 1914 году.

## Описание
Картина «Мальчик, играющий в луже» была написана в 1914 году, в финском городе Ханко, в поселении Твярминне.
На картине изображен обнажённый жёлтоволосый мальчик, который представлен зрителю со спины. Он сидит на корточках, опираясь руками на землю возле водоёма; судя по очертаниям в воде, мальчик запускал кораблики. Также на воде видно, как расходятся круги.